# 올빼미나비
올빼미나비는 칼리고 속의 종으로, 올빼미의 눈을 닮은 거대한 눈점으로 유명하다. 이들은 멕시코, 중앙아메리카, 남아메리카의 우림과 2차림에서 발견된다.
올빼미나비는 65–200 mm (2.6–7.9 in)로 매우 크며, 한 번에 몇 미터만 날기 때문에 조류 포식자들이 이들을 따라 앉은 곳까지 가는 데는 거의 어려움이 없다. 그러나 나비는 조류 포식자가 거의 없는 황혼녘에 주로 날아다닌다.
라틴어 이름은 아마도 활동 기간을 나타낼 수 있는데, 칼리고는 어둠을 의미한다.
일부 올빼미나비는 짝짓기 행동에서 렉을 형성한다.

## 종
그룹별로 알파벳 순서로 나열:
이 속에는 약 20종이 있으며, 아속을 구성할 수 있는 6개의 그룹으로 나눌 수 있다. 그러나 일부 종은 이 그룹에 대한 배치 여부가 불확실하다:
- C. eurilochus 종 그룹
  - Caligo bellerophon 스티켈, 1903
  - Caligo brasiliensis (C. 펠더, 1862) – 브라질 올빼미나비, 아몬드 눈 올빼미나비[4]
  - Caligo eurilochus (크라머, [1775]) – 숲 거대 올빼미나비
  - Caligo idomeneus (린네, 1758) – 이도메네우스 거대 올빼미나비
  - Caligo illioneus (크라머, [1775]) – 일리오네우스 거대 올빼미나비
  - Caligo memnon (C. & R. 펠더, [1867]) – 거대 올빼미나비, 옅은 올빼미나비
  - Caligo prometheus (콜라르, 1850)
  - Caligo suzanna (데이롤, 1872)
  - Caligo telamonius (C. & R. 펠더, 1862) – 노란색 앞면 올빼미나비[4]
  - Caligo teucer (린네, 1758) – 테우세르 거대 올빼미나비
- C. arisbe 종 그룹:
  - Caligo arisbe 휘브너, [1822]
  - Caligo martia (고다르, [1824])
  - Caligo oberthurii (데이롤, 1872)
- C. atreus 종 그룹:
  - Caligo atreus (콜라르, 1850) – 노란색 가장자리 거대 올빼미나비
  - Caligo uranus 헤리치-쉐퍼, 1850 – 노란색 테두리 올빼미나비[4]
- C. oileus 종 그룹
  - Caligo oedipus 스티켈, 1903 – 부메랑 올빼미나비[4]
  - Caligo oileus C. & R. 펠더, 1861 – 오일레우스 거대 올빼미나비
  - Caligo placidianus 슈타우딩거, 1887 – 평온한 거대 올빼미나비
  - Caligo zeuxippus 드루체, 1902
- C. beltrao 종 그룹
  - Caligo beltrao (일리거, 1801) – 보라색 올빼미나비
- Incertae sedis
  - Caligo euphorbus (C. & R. 펠더, 1862) – 에우포르부스 거대 올빼미나비
  - Caligo superbus 슈타우딩거, 1887

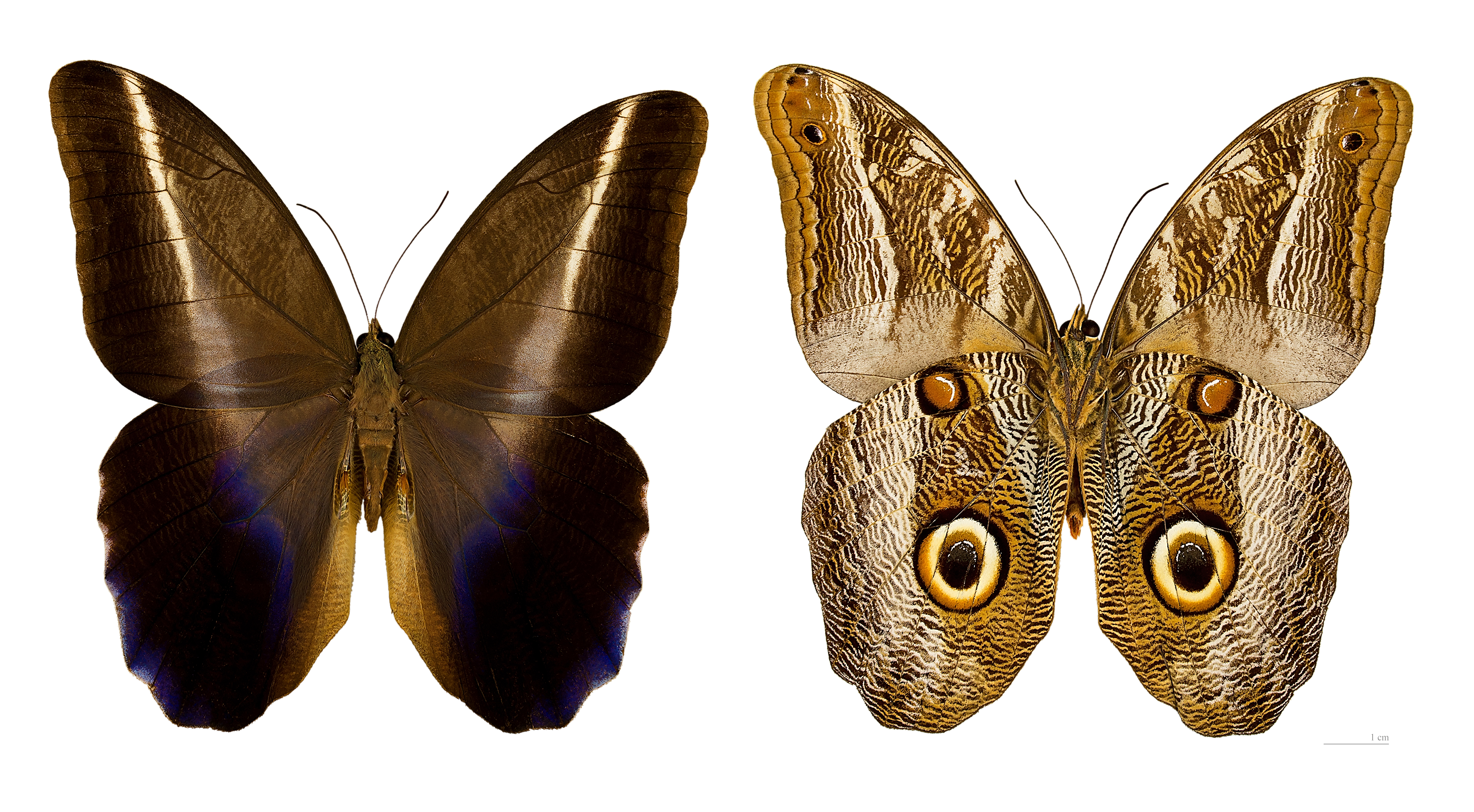
Caligo idomeneus - MHNT
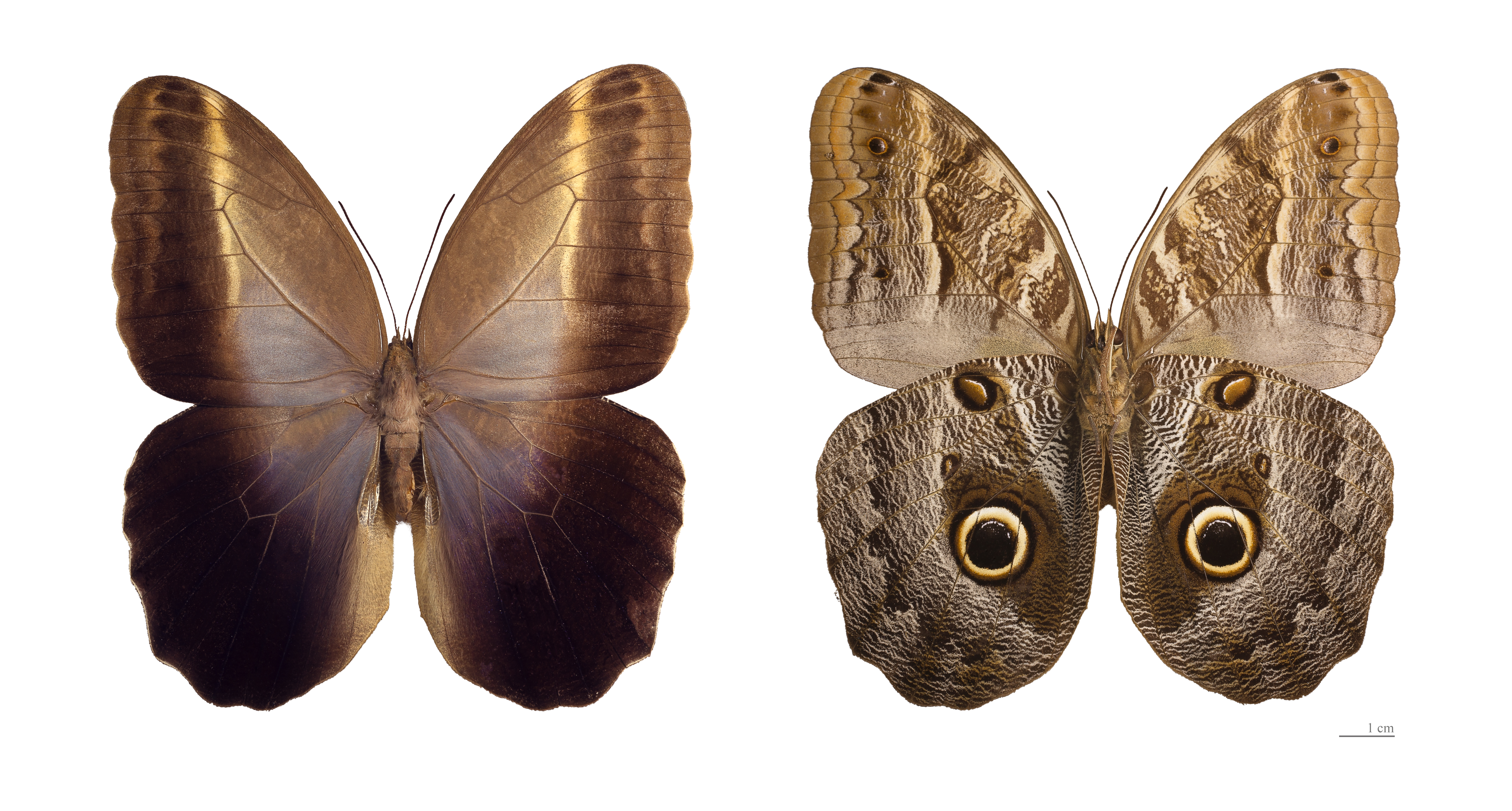
Caligo teucer - MHNT
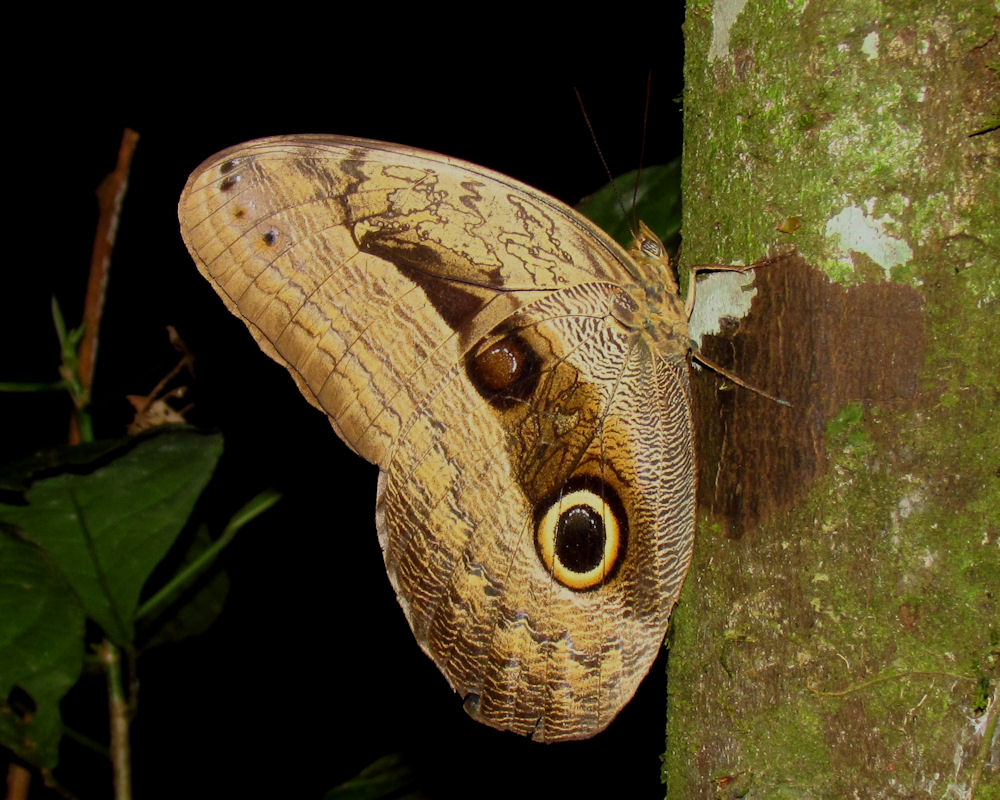
Caligo oedipus
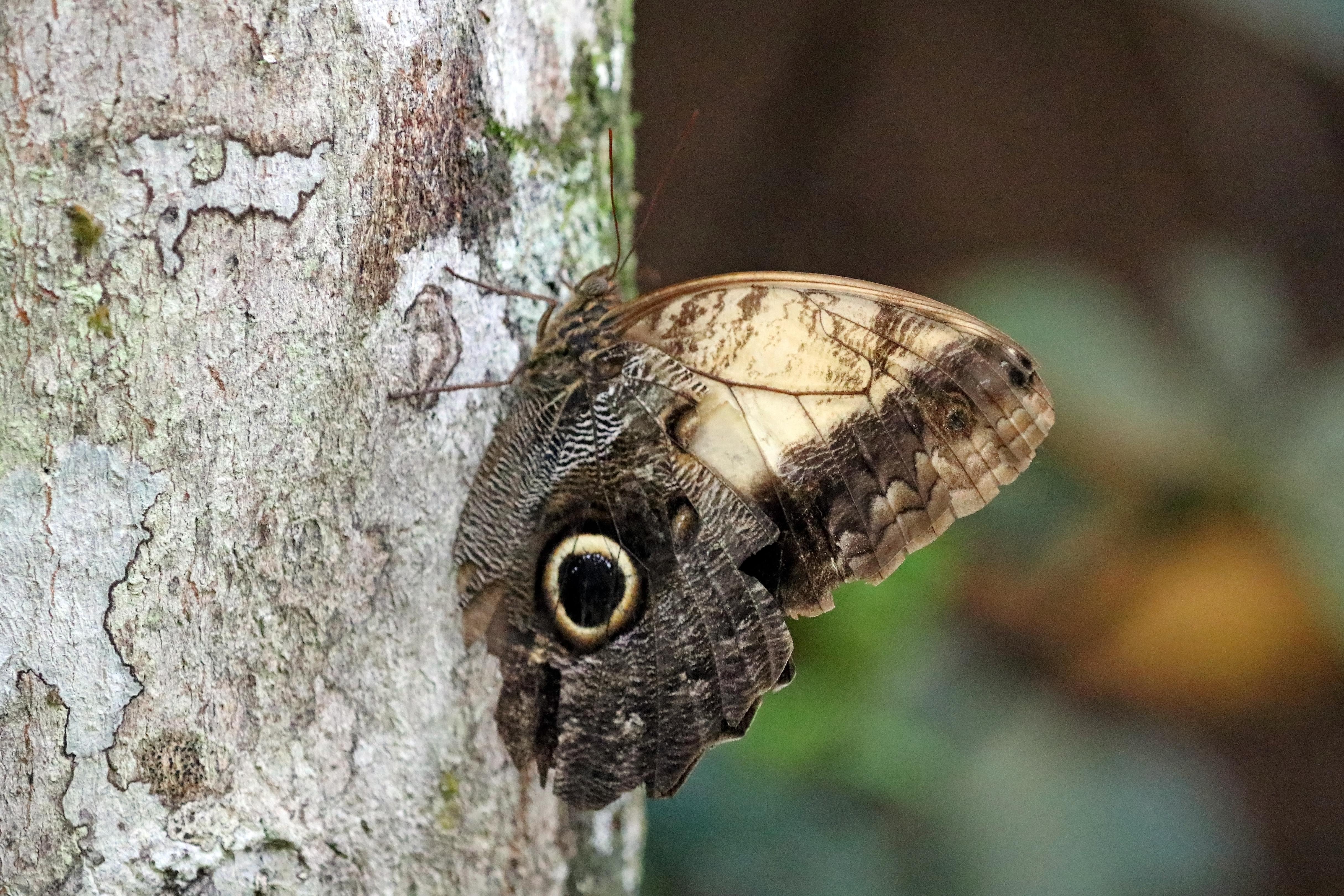
Caligo telamonius 코스타리카에서

## 날개 무늬의 기능

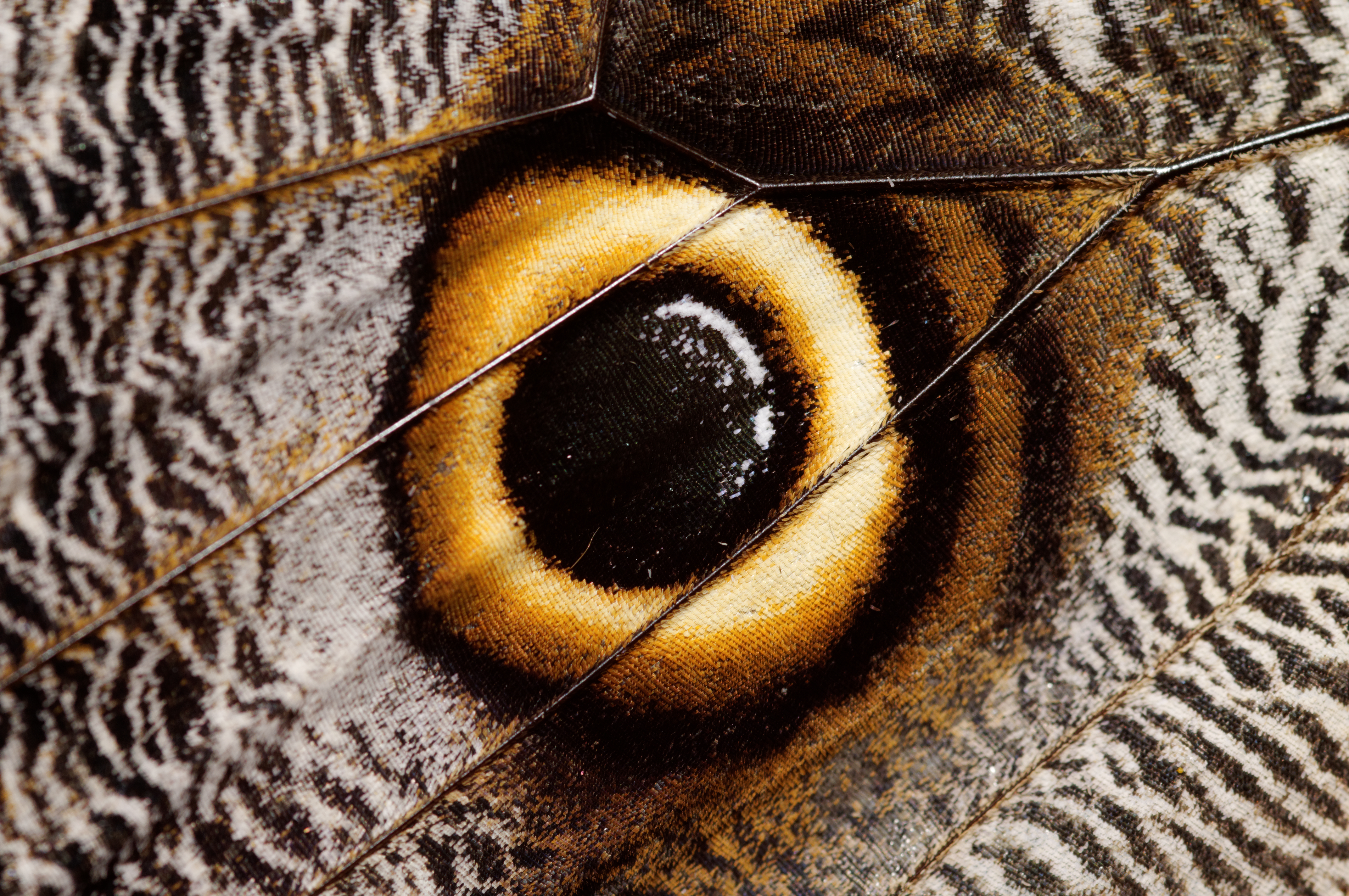
칼리고 날개 클로즈업

날개 밑면의 무늬는 매우 숨겨져 있다. 눈 무늬가 일반적인 형태의 의태일 수 있다는 것은 상상할 수 있다. 많은 작은 동물들이 밝은 색의 홍채와 큰 동공을 가진 눈을 닮은 무늬에 가까이 가는 것을 망설이며, 이는 시각으로 사냥하는 많은 포식자들의 눈 모양과 일치한다는 것이 알려져 있다.
베이츠 의태 이론에 따르면 칼리고 날개의 무늬는 도마뱀이나 양서류와 같은 포식자의 머리를 닮았다. 이는 휴식, 먹이 섭취, 짝짓기, 또는 번데기에서 나올 때 포식자를 위협해야 한다.
눈점이 포식자 방어 메커니즘으로서의 역할은 19세기부터 논의되어 왔다. 그 발생을 설명하기 위해 여러 가설이 제안되었다. 일부 나비, 특히 뱀눈나비아과 (네발나비과의 게이트키퍼 나비와 그레이링 등)에서는 눈점(ocelli)이 미끼 역할을 하여 새의 공격을 취약한 몸에서 뒷날개 바깥쪽 또는 앞날개 끝으로 유인하는 것으로 나타났다.
그러나 마틴 스티븐스 등(2008)의 연구는 눈점이 의태의 한 형태가 아니며 눈처럼 보이기 때문에 포식자를 위협하지 않는다고 제안한다. 오히려 날개 무늬의 눈에 띄는 대비가 포식자를 위협한다는 것이다. 그러나 이 연구에서는 포식자의 머리 부분과 같은 주변 형태의 영향은 테스트되지 않았다. 또한 동물들이 왜 다른 종의 이처럼 복잡한 모방을 진화시켰는지에 대한 질문은 답하지 못했다.

## 더 읽어보기
- 가우드, K. M., 리먼, 카터, W., & 카터, G. (2007). 남아마존의 나비. 미션, 텍사스: 신열대 나비.